# Eser Gürbüz
Eser Gürbüz (Arnhem, 6 maart 2007) is een Turks-Nederlands voetballer die doorgaans als aanvaller speelt.

## Clubcarrière
Eser Gürbüz begon zijn jeugdcarrière bij amateurclubs in Arnhem tot hij in 2020 de overstap maakte naar de jeugdopleiding van Go Ahead Eagles. Mede door tussenkomst van Uğur Yıldırım, kwam Eser bij de jeugdopleiding van sc Heerenveen. In het seizoen 2024/25 werd Eser voor het eerst opgenomen in de selectie. Zijn debuut mocht hij maken door in te vallen in de competitiewedstrijd tegen Fortuna Sittard, waarbij hij scoorde. In de competitiewedstrijd tegen FC Twente mocht hij zijn tweede voetbalwedstrijd invallen, waar hij opnieuw scoorde. Hij kwam daarmee in een speciaal rijtje terecht met onder meer Ronaldo en Johan Cruijff.
2 Hall ·
3 De Wijs ·
4 Kersten ·
5 Bochniewicz ·
6 Condé ·
7 Nunnely ·
8 Brouwers  ·
10 Sebaoui ·
11 Köhlert ·
13 Van der Hart ·
14 Smans ·
15 Ali ·
16 Linday ·
17 Hopland ·
18 Nicolaescu ·
20 Trenskow ·
21 Van Ee ·
22 Klaverboer ·
22 Van Keimpema ·
23 Bekkema ·
24 Luković ·
26 Rallis ·
27 Milovanović ·
28 Petrov ·
30 Jahanbakhsh ·
31 Jansen ·
32 Witteveen ·
32 Bouw ·
34 Woudstra ·
35 Oostra ·
39 Ahmed ·
44 Noppert ·
45 Braude ·
50 Gürbüz ·
Coach: Veldman
· Assistent-coach: Van den Berg
· Assistent-coach: Boufarra
· Assistent-coach: Brugge
· Keeperstrainer: Bekkema